# 42a Divisió (Exèrcit Popular de la República)
La 42a Divisió va ser una de les Divisions de l'Exèrcit Popular de la República que es van organitzar durant la Guerra Civil espanyola sobre la base de les Brigades Mixtes. Va destacar per les seves actuacions al front de Terol i en la batalla de l'Ebre.

## Historial

### Primera etapa
La unitat va ser creada el 13 d'abril de 1937, al front de Terol. Va quedar sota el comandament del coronel Víctor Lacalle Seminario. En els seus orígens va estar composta per les brigades mixtes 59a, 60a i 61a, i part de les seves forces procedien de l'antiga Columna «del Rosal». La divisió inicialment va quedar adscrita a l'«Exèrcit d'operacions de Terol», encara que també va arribar a formar part de l'Agrupació autònoma de Conca. Uns mesos després quedaria adscrita al XIII Cos d'Exèrcit.
Al juliol el comandament republicà va preparar en el front de Terol una operació de caràcter secundari per a donar suport a l'ofensiva de Brunete, al front del Centre. La unitat seleccionada va ser la 42a Divisió, que tenia la missió atacar i capturar Albarrasí. El 5 de juliol la divisió va trencar el front enemic i va avançar sobre la localitat terolenca, que aconseguiria ocupar l'endemà passat. El pes de les operacions va ser portat per les forces de la 60a Brigada Mixta. No obstant això, les forces revoltades es van reorganitzar i a partir del dia 10 van llançar un contraatac, que portaria a la reconquesta d'Albarrasí el 14 de juliol i la retirada dels efectius republicans.
Va continuar romanent en el front de Terol, si bé no prendria part en l'atac republicà contra la capital provincial, a la fi d'any. En aquells dies es trobava desplegada en el sector del Alfambra, just al nord d'on es desenvolupaven els combats principals. La 42a Divisió cobria una extensa línia de front de 60 quilòmetres, excessiva per als mitjans amb què comptava la unitat. Quan el 5 de febrer de 1938 els franquistes van llançar en aquesta zona una potent ofensiva, la divisió ràpid es va veure superada pel volum del devessall enemic. La 42a Divisió va tenir a més un mal acompliment durant els combats, sofrint un gran nombre de baixes. Com a conseqüència, poc després la unitat seria dissolta pel comandament republicà i «suspesos d'ocupació tots els caps oficials i comissaris».

### Segona etapa
A la fi d'abril de 1938 la 42a Divisió va tornar a ser recreada en el si del XV Cos d'Exèrcit, quedant formada per les brigades mixtes 226a, 227a i 59a —també de nova creació. De cara a la ofensiva de l'Ebre estava previst que prengués part en una acció secundària al sud de Mequinensa en suport de l'atac principal.
El matí del 25 de juliol una de les seves unitats, la 226a Brigada Mixta, va travessar el riu Ebre i va prendre posicions en la riba enemiga; van aconseguir fer quatre-cents presoners i capturar a Els Auts una bateria d'artilleria, sense sofrir baixes. Amb posterioritat els van seguir altres unitats de la divisió. No obstant això, no es va aconseguir el pas d'artilleria al capdavant de pont i tampoc es va aconseguir conquistar les poblacions de Faió i Mequinensa, per la qual cosa els franquistes van poder bloquejar l'avanç republicà. Així, s'acabaria formant una bossa, aïllada de la resta del XV Cos d'Exèrcit. El 6 d'agost els franquistes van muntar una contraofensiva contra la bossa republicana de Faió-Mequinensa, veient-se obligats els efectius de la divisió a tornar a travessar el riu després de sofrir abundants pèrdues. La 42a Divisió va tenir unes baixes que van afectar el 60% de la seva força original.
Va ser situada en la rereguarda per a ser sotmesa a una reorganització. A mitjan setembre va ser enviada de nou al front de l'Ebre, en relleu d'efectius pertanyents a la 45a Divisió Internacional. Degué fer front a diverses escomeses enemigues fins a començaments d'octubre, quan alguns dels seus efectius van ser retirats de primera línia i substituïts per forces de la 44a Divisió. Cap al 4 de novembre les seves brigades es trobaven situades a la zona de Miravet. El comandant de la divisió, el major de milícies Manuel Álvarez, va morir en combat el 12 de novembre, durant la retirada de la divisió cap a l'altre costat de l'Ebre.
La divisió encara participaria en la campanya de Catalunya. No obstant això, a causa del fort desgast que havia sofert en la batalla de l'Ebre, va tenir un paper poc rellevant. Al començament de febrer de 1939 va travessar la frontera, al costat de la resta d'unitats del XV Cos d'Exèrcit.

## Comandaments
Comandants
- coronel Víctor Lacalle Seminario;
- major de milícies Marcelo Hernández Sáez;
- tinent coronel Julio Michelena Lluch;[16]
- major de milícies Manuel Álvarez Álvarez;[17]
- major de milícies Antonio Ortiz Roldán;[18]

Caps d'Estat Major
- comandant d'infanteria Francisco Arnal Guasp;
- tinent coronel d'infanteria Luis Menéndez Maseras;[19]
- capità de milícies Miguel Condés Romero;

Comissaris
- Pedro López Calle, de la CNT;[n. 3]
- José Fernández Herrador, del PCE;[21]

## Ordre de batalla
| Data                 | Cos d'Exèrcit adscrit       | Front de batalla   | Brigades Mixtes integrades |
| Abril de 1937        | Agrupació Autònoma de Conca | Montes Universales | 59a, 60a i 61a             |
| Desembre de 1937     | XIII Cos d'Exèrcit          | Alfambra           | 59a, 61a i 151a            |
| 25 de juliol de 1938 | XV Cos d'Exèrcit            | Ebre               | 226a, 227a i 59a           |